# Comunidor

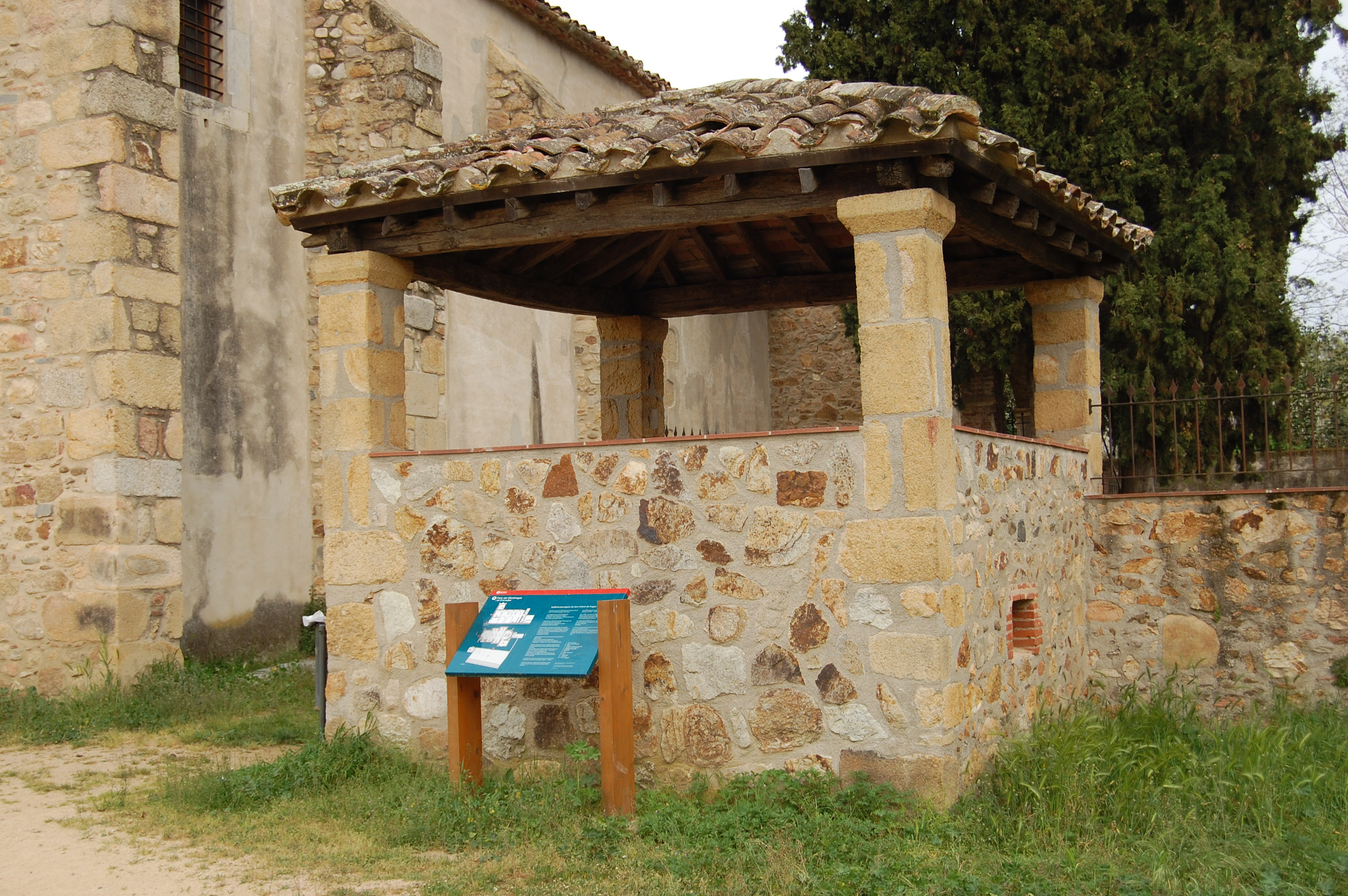
Comunidor

Comunidor – typowy budynek lub element architektury, występujący w regionach górskich Katalonii, który jest mniej podatny na burze niż standardowe budowle. Na północy Katalonii i Aragonii znajdują się podobne budynki lub wolnostojące kamienne ołtarze, zwane Conjuradors lub Esconjuraderos. Zgodnie z tradycją miejscowy ksiądz próbował osłonić je przed burzami i gradem.

## Położenie

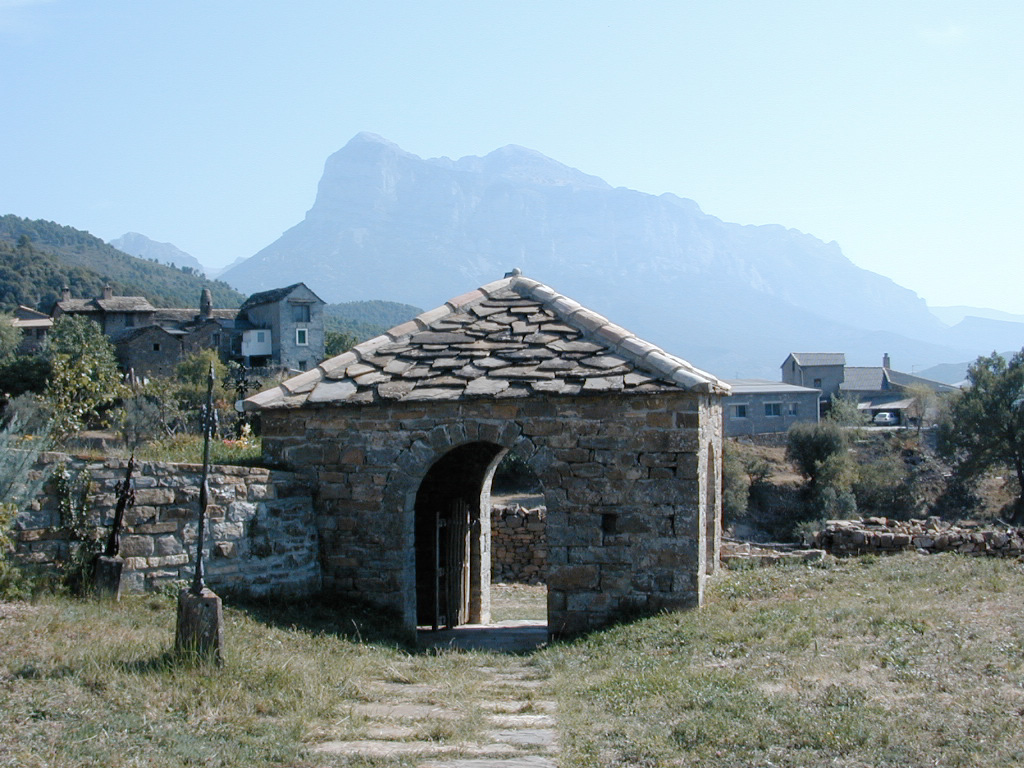
Esconjuradero

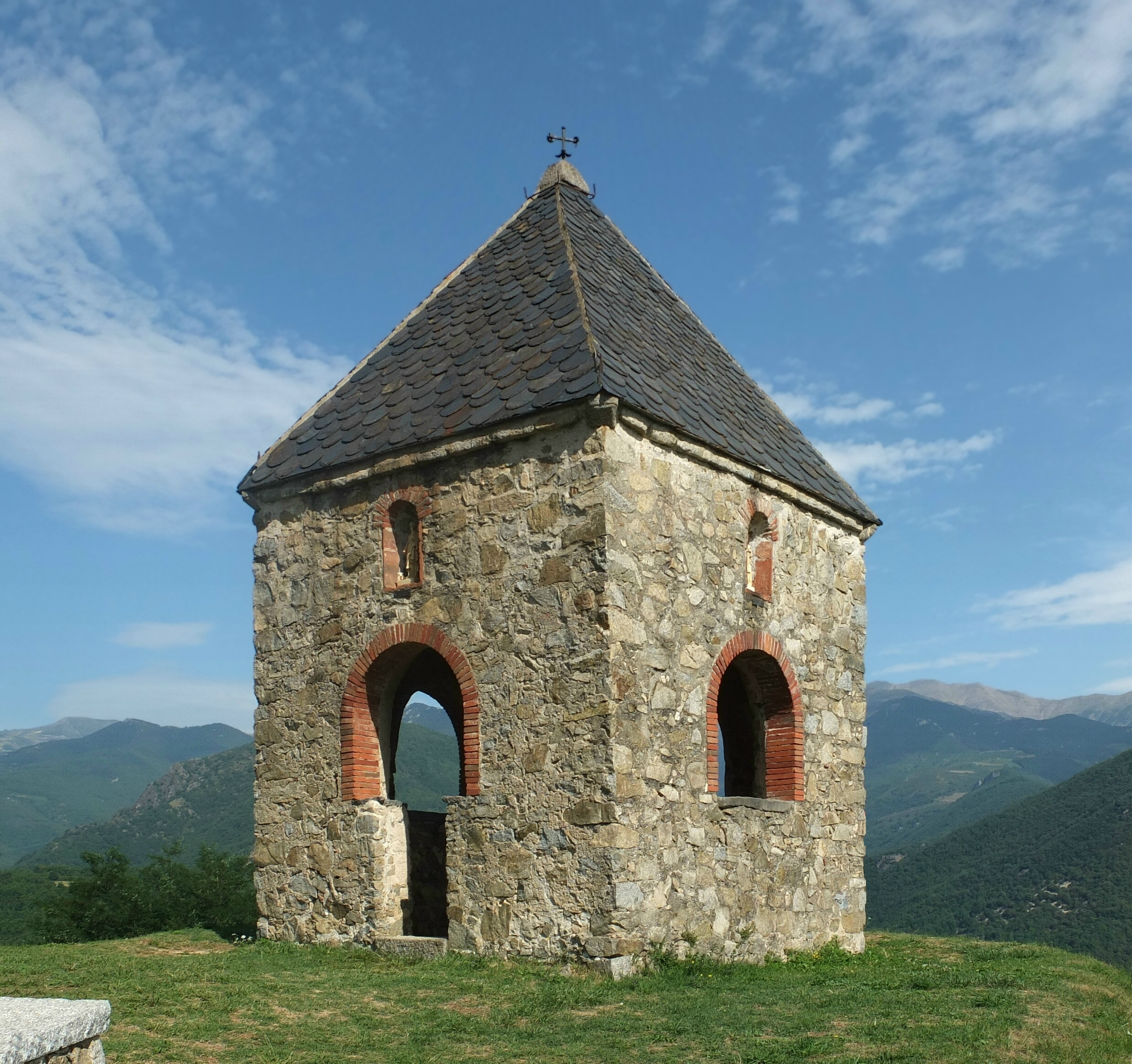
Conjurador

Comunidors znajdują się zazwyczaj w pobliżu lub nawet w kościołach lokalnych, podczas gdy Conjuradors lub Esconjuraderos są zlokalizowane poza miejscowościami.

## Architektura
Comunidor lub Conjurador to prosty, kwadratowy lub prostokątny budynek albo element architektoniczny, zwykle otwarty we wszystkich czterech kierunkach.

## Historia
Nie wiadomo, jak daleko sięga historia Comunidors. Wieże znajdujące się na budynkach kościelnych w stylu romańskim są zbudowane z dokładnie ociosanego kamienia. Przypuszcza się, że najstarsze Comunidors mogą być przypisane do późnego średniowiecza lub wczesnych czasów nowożytnich.

## Literatura
- „Comunidor”, Gran Enciclopèdia Catalana, tom 8, strona 33, Barcelona (Enciclopèdia Catalana, S.A.), 1987 (2 wydanie), 5 przedruków 1992, ISBN 84-85194-81-0 (dzieło kompletne), ISBN 84-85194-96-9 (tom 8)